# 劇団☆新感線
劇団☆新感線（げきだんしんかんせん）は、日本の劇団。1980年11月、大阪芸術大学舞台芸術学科の4回生を中心に大阪で旗揚げ。現在は東京を拠点に、人気俳優を客演に迎えるスターシステムによる大規模興行を行う。主宰はいのうえひでのり。看板俳優に古田新太や橋本じゅん、高田聖子などがいる。劇団公演の製作および一部劇団員のマネジメントは株式会社ヴィレッヂが行っている。

## 略歴
1980年11月、大阪芸術大学舞台芸術学科の四回生を中心にしたメンバー（こぐれ修、いのうえひでのりら）で、つかこうへい作品『熱海殺人事件』にて旗揚げした。すぐに解散するつもりだったが、公演の好評を受け、つかこうへいのコピー劇団として活動を続ける。当時の在籍メンバーには、筧利夫や渡辺いっけいなどもおり、関西学生演劇ブームの中心的存在となった。
1984年の『つかこうへいサヨナラ3本立』をもってつか作品と決別し、同年『宇宙防衛軍ヒデマロ』より、オリジナル作品の上演を始める。翌1985年『炎のハイパーステップ』より、中島かずきが参加。以降、座付作家として劇団の代表的な作品を書き下ろしている。1986年には『星の忍者-THE STRANGE STAR CHILD-』で初めて「いのうえ歌舞伎」と銘打った公演を行う。以後、「いのうえ歌舞伎」は劇団の定番シリーズとなり、『髑髏城の七人』『阿修羅城の瞳』などの人気作を生み出している。
1988年『星の忍者―風雲乱世篇―』で初めて東京の劇場に進出した。1996年『BEAST IS RED 野獣郎見参!』からはアクションクラブが参加し、アクション活劇としてのスタイルが確立していく。また、90年代末からは劇団の本公演以外に大手プロダクションと組んだ大規模公演を制作。以降、市川染五郎（現：松本幸四郎）、堤真一、上川隆也など、人気と実力のある俳優を客演に迎えるスターシステムが定番化していく。
2002年の『アテルイ』で、作品賞として朝日舞台芸術賞・秋元松代賞を受賞。また戯曲は第47回岸田國士戯曲賞を受賞した。
2004年に上演した『髑髏城の七人～アカドクロ』にて、舞台映像を映画として再編集し映画館で上映する「ゲキ×シネ」をスタートさせる。以降20作品以上を制作、上演している。
2017年には、客席が360℃回転するという新劇場「IHIステージアラウンド東京」のこけら落とし公演を行った。『髑髏城の七人』を花鳥風月の4シーズンに分け、キャストや脚本、演出も変えて様々なバージョンで再演。さらに新作『修羅天魔～髑髏城の七人Season極』を上演する。続けて『メタルマクベス』をdisc1～3の3通りのキャストで再演し、2018年までおよそ2年にわたるロングラン公演となった。

## 作風・定番シリーズ
演出はすべて主宰いのうえが担い、ケレン味あふれる派手な演出が劇団の特色を生み出している。
オリジナル作品に転向した初期から、コンサートばりのド派手な照明と音響で、ハードロック・ヘヴィメタルなどの音楽を多用し、歌やダンスをふんだんに取り入れた演出を行い、観客を驚かせた。はじめは、いのうえが書き下ろしたギャグ色の強い作品を上演していたが、やがて中島かずきのストーリー性のある作風や、アクションクラブによる迫力ある立ち回りが加わり、現在は、音楽や笑い、時代活劇などの要素が融合したエンターテイメント性の高い作品が特徴的となっている。
中島の作品は、神話や史実をモチーフにした物語が多く、初期は勧善懲悪のマンガ的な世界観が特徴的だったが、近年は人間ドラマに重きを置いた重厚感ある物語も描いている。劇団作品の多くは中島の手によるものが多いが、ギャグ色の強い作品はいのうえが書き下ろすこともある。また、外部の人気作家を迎えることもあり、宮藤官九郎、戸田山雅司、青木豪、倉持裕などの書き下ろし作品を上演している。
現在、劇団の作品はその作風により「いのうえ歌舞伎」「Ｒシリーズ」「ネタもの」の3つに大別されている。
いのうえ歌舞伎シリーズ
神話や史実などをモチーフとしたドラマ性のある物語に、アクションとケレン味ある演出が特徴の時代活劇のシリーズ。中島かずき作品が多いが、外部作家の書き下ろしもある。代表作は『髑髏城の七人』『阿修羅城の瞳』など。
新感線Rシリーズ
いのうえの志向するロック調のオリジナル楽曲を前面に打ち出したシリーズ。生バンドによる演奏に加え、キャストの歌唱する劇中歌が多数あり、ミュージカルや音楽劇のようなスタイルになっている。代表作は『五右衛門ロック』『メタルマクベス』など。
ネタものシリーズ
ネタを中心とし、お笑いを追求したシリーズ。主にいのうえひでのりが書き下ろしている。作品タイトルに「チャンピオンまつり」と冠しているものが多い。代表作は『直撃!ドラゴンロック～轟天』『レッツゴー!忍法帖』など。

## 所属俳優
- 古田新太
- 橋本じゅん
- 高田聖子
- 粟根まこと
- 右近健一
- 逆木圭一郎
- 河野まさと
- 村木よし子
- インディ高橋
- 山本カナコ
- 礒野慎吾
- 吉田メタル
- 中谷さとみ
- 保坂エマ
- こぐれ修
- 竹田団吾
- 羽野晶紀
- 杉本恵美
- タイソン大屋

## かつて所属していた俳優
- 渡辺いっけい
- 筧利夫（在籍中の芸名は「筧十三」）
- 藤吉久美子
- 橋本さとし
- 中川浩三
- 周栄良美
- いとうまゆ
- 石田アキラ（現在は演出家・映像作家）
- 神谷桂子（現「神谷けいこ」）
- フランキー仲村（現在は在阪劇団「激富」座長）

## スタッフ
- 主宰・作家・演出家：いのうえひでのり
- 座付作家：中島かずき
- 衣装：竹田団吾
- 小道具：高橋岳蔵
- 音楽部／歌唱指導：右近健一
- 音楽：岡崎司
- 殺陣指導：田尻茂一・川原正嗣（アクションクラブ）
- アクション監督：川原正嗣（アクションクラブ）

## 公演記録
公演記録の詳細は、劇団☆新感線オフィシャルサイトのステージガイドを参照。
| 公演月                       | タイトル | 主な出演者 |
| ---------------------------- | --- | --- |
| 1980年11月                   | 熱海殺人事件'81〜野獣死すべし                                                                                | 枯暮修、猪上秀徳、白石恭子、立石尚友 |
| 1981年02月                   | 熱海殺人事件'81                                                                                              | 枯暮修、猪上秀徳、白石恭子、立石尚友 |
| 1981年07月                   | 飛龍伝'81〜よみがえれ！ファイティングストーン                                                                | 大石時雄、猪上秀徳、高石千恵子 |
| 1981年10月                   | 飛龍伝'81〜さすらいのジャンゴ                                                                                | 猪上秀徳、大石時雄、高石千恵子、岡本康子 |
| 1982年02月                   | 広島に原爆を落とす日〜グッドラックLOVE                                                                       | 筧十三、猪上秀徳、竹田団吾、藤吉久美子、岡本康子、森健司（南河内万歳一座）、河野洋一郎（南河内万歳一座） |
| 1982年07月                   | 寝盗られ宗介 ストリッパー物語                                                                                | - 寝盗られ宗介 / 猪上秀徳、岡本康子、坂本ゼンジ、金山てるみ - ストリッパー物語 / 白石恭子、枯暮修、筧十三、猪上秀徳 |
| 1982年11月                   | 熱海〈連続〉殺人事件                                                                                         | 枯暮修、白石恭子、筧十三、坂本ゼンジ、立石尚友 |
| 1983年05月                   | 蒲田行進曲〜1983 ―WISH YOU WERE HERE                                                                         | 白石恭子、岡本康子、猪上秀徳、枯暮修、渡辺いっけい、筧十三、坂本ゼンジ、ジャンキー鈴木、坂本チラノ |
| 1983年09月                   | スター・ボーズ〜ジェダイ屋の女房                                                                             | 猪上秀徳、枯暮修、白石恭子、岡本康子、坂本ゼンジ、筧十三、坂本チラノ、渡辺いっけい、金山てるみ、南河内万歳一座 |
| 1984年02月                   | イッツ・オンリー・エンターテイメント                                                                         | 猪上秀徳、枯暮修、白石恭子、岡本康子、筧十三、坂本チラノ、渡辺いっけい、坂本ゼンジ、金山てるみ、倉石ユリ子、岡田朝子、ゲスト:南河内万歳一座、こうしんとしひこ、松本かずみ |
| 1984年04月                   | ELECTRIC EYES ―さらば愛しきメタリアン―                                                                       | 白石恭子、猪上秀徳、枯暮修、岡本康子、筧十三、渡辺いっけい、坂本チラノ、金山てるみ、倉石ユリ子 |
| 1984年06月                   | グッバイ―ミスターつかこうへい!!                                                                              | - いつも心に太陽を / 筧十三、猪上秀徳、枯暮修 - 寝盗られ宗介 / 渡辺いっけい、岡本康子、坂本チラノ、金山てるみ、倉石ユリ子 - 熱海殺人事件 / 枯暮修、猪上秀徳、白石恭子、渡辺いっけい |
| 1984年11月                   | 宇宙防衛軍ヒデマロ                                                                                           | 猪上秀徳、枯暮修、白石恭子、金山てるみ、倉石ユリコ、阪本ゼンジ、竹田団吾、古田新太 |
| 1984年12月                   | りりィの物語 -THE ROLLING LOVE STORY                                                                         | 白石恭子、枯暮修、猪上秀徳、金山てるみ、倉石ユリコ、竹田団吾、古田新太 |
| 1985年4月                    | 炎のハイパーステップ 〜A SUPER-DANCER FABLE                                                                  | 白石恭子、枯暮修、古田新太、金山てるみ、倉石ユリコ、竹田団吾、前田ミカ、島田ミキ、KILLER浩一、森下祐巳子、猪上秀徳 |
| 1985年7月                    | 俺の愛し方                                                                                                   | 白石恭子、猪上秀徳、枯暮修、竹田団吾 |
| 1985年8月                    | 銀河旋風児SUSANOH                                                                                            | 白石恭子、猪上秀徳、枯暮修、竹田団吾、古田新太、橋本潤、前田ミカ、西田フミ、ちーぱっぱ小徹 |
| 1985年9月                    | ALL THAT GAG                                                                                                 | 猪上秀徳、白石恭子、枯暮修、竹田団吾、古田新太、ちーぱっぱ小徹、橋本潤、前田ミカ、西田フミコ |
| 1985年11月                   | おしゃれCAT―見つめていたい―                                                                                  | 猪上秀徳、白石恭子、枯暮修、竹田団吾、前田ミカ、西田フミコ、ちーぱっぱ小徹 |
| 1985年12月                   | ヒデマロ2〜銀河烈風斎の逆襲                                                                                  | 猪上秀徳、白石恭子、枯暮修、竹田団吾、古田新太、橋本潤、ちーぱっぱ小徹、前田ミカ、西田フミコ、逆木圭一郎、鳳ルミ、粟根まこと |
| 1986年2月                    | 星の忍者〜THE STRANGE STAR CHILD                                                                             | 白石恭子、内田あんこ、猪上秀徳、古田新太、枯暮修、竹田団吾、ちーぱっぱ小徹、逆木圭一郎、橋本潤、KILLER浩一、桐山元一、中本いちろう太、粟根まこと、前田ミカ、西田フミ、鳳ルミ |
| 1986年4月                    | こてんぱんっ!!グラフィティ                                                                                   | 白石恭子、吉田ヤスエ、猪上秀徳、竹田団吾、古田新太、鳳ルミ、橋本潤、逆木圭一郎、ちーぱっぱ小徹、中本一郎太、粟根まこと、前田ミカ、西田フミ、桜井ひろみ、枯暮修 |
| 1986年4月                    | 夢見る無法者〜HARD LUCK BOYS                                                                                 | 橋本潤、古田新太、ちーぱっぱ小徹、鳳ルミ、白石恭子、猪上秀徳、枯暮修、竹田団吾、逆木圭一郎、中本一郎太、粟根まこと、吉田ヤスエ、前田ミカ、西田フミ、桜井ひろみ |
| 1986年6月                    | ハイパーステップの伝説                                                                                       | 白石恭子、古田新太、橋本潤、枯暮修、鳳ルミ、ちーぱっぱ小徹、吉田ヤスエ、内田あんこ、猪上秀徳、竹田団吾、逆木圭一郎、中本一郎太、前田ミカ、西田フミコ、桜井ひろみ |
| 1986年8月                    | TIMESLIP 黄金丸                                                                                              | 吉田ヤスエ、粟根まこと、枯暮修、白石恭子、前田ミカ、西田フミ、竹田団吾、古田新太、中本一郎太、逆木圭一郎、鳳ルミ、猪上秀徳 |
| 1986年9月                    | ALL THAT GAG2〜ようこそ劇場へ〜                                                                              | - <SWING NIGHT〜新感線ミュージカルの夕べ 9/19〜21> - VOL.1「HOOKED ON MTV」古田新太、猪上秀徳、鳳ルミ、竹田団吾 - VOL.2「ブロードウェイの天使たち」前田ミカ、白石恭子、西田フミ、桜井ひろみ、中本一郎太 - <SENTIMENTAL NIGHT〜黄昏のつかこうへいアンコール 9/22〜25> 古田新太ゴールデンスペシャル「広島に原爆を落とす日」古田新太、竹田団吾、入船ヒロコ、吉良浩一、山元はじめ、 - <SLAPSTIC NIGHT〜ドタバタの夜 9/26〜28> - VOL.1「スケバン刑事Ⅱ〜少女小鉄仮面伝説」ちーぱっぱ小徹、吉田ヤスエ、白石恭子、内田あんこ、逆木圭一郎 - VOL.2「元祖・トワィライト・ゾーン〜あんたの知らんやった世界」古田新太、竹田団吾、猪上秀徳、枯暮修 |
| 1986年11月                   | OVER THE RAINBOW 虹の彼方                                                                                    | 浜田雅功（ダウンタウン）、松本人志（ダウンタウン）、古田新太、吉田ヤスエ |
| 1986年12月                   | BYE BYE MACHINE〜さよならキイコ                                                                              | 白石恭子、猪上秀徳、枯暮修、竹田団吾、古田新太、鳳ルミ、吉田ヤスエ、内田あんこ、逆木圭一郎、向美佐子 |
| 1987年5月                    | 阿修羅城の瞳〜BLOOD GETS IN YOUR EYES                                                                        | 白石恭子、古田新太、竹田団吾、粟根まこと、鳳ルミ、前田ミカ、吉田ヤスエ、入船ヒロコ、西田ふみ、新井らあ、松井とおる、逆木圭一郎、マンモス藤井、枯暮修、猪上秀徳、高田聖子 |
| 1987年7月                    | BOYS IN THE ATTIC〜闇夜はドッキリ！                                                                          | 古田新太、竹田団吾、枯暮修、吉田ヤスエ、鳳ルミ、粟根まこと、逆木圭一郎、猪上秀徳 |
| 1987年12月                   | 鸚鵡とカナリア                                                                                               | 古田新太、橋本じゅん、岡義憲、本多一生、橋本さとし、新井らあ、平田まもる、工藤俊作、谷口浩一、入船ヒロコ、高田聖子、羽野アキ |
| 1988年2月                    | 星の忍者―風雲乱世篇―                                                                                         | 古田新太、吉田ヤスエ、鳳ルミ、枯暮修、竹田団吾、逆木圭一郎、粟根まこと、新井らあ、高田聖子、羽野アキ、周栄良美、猪上秀徳 |
| 1988年8月                    | 宇宙防衛軍ヒデマロ3〜キルファーライジング                                                                    | 古田新太、粟根まこと、鳳ルミ、竹田団吾、枯暮修、逆木圭一郎、周栄良美、羽野アキ、佐藤マコ、フランキー仲村、インディ高橋、出来知子、仲町ゆう子、陣内かおり、サコ、河野まさと、猪上秀徳 |
| 1988年12月                   | 喜劇 井戸穴じょーじの大冒険                                                                                  | 枯暮修、羽野アキ、古田新太、竹田団吾、逆木圭一郎、フランキー仲村、インディー高橋、河野まさと、出来知子、佐藤マコ、仲町ゆう子、陣内かおり、猪上秀徳 |
| 1989年04月                   | ヒデマロ4〜逆襲のビリィ                                                                                      | 古田新太、竹田団吾、枯暮修、逆木圭一郎、鳳ルミ、粟根まこと、仲町ゆうこ、フランキー仲村、インディ高橋、佐藤マコ、陣内かおり、出来とも子、河野まさと、サコ、羽野アキ、猪上秀徳、橋本じゅん（劇団2）、橋本さとし（劇団2）、高田聖子、村木よし子、高杉せつこ、サメ、ちーぱっぱ小雪、矢頭いさを、右近健一、礒野慎悟 |
| 1989年05月                   | 仮名絵本西遊記                                                                                               | 渡辺いっけい（客演）、竹田団吾、古田新太、枯暮修、鳳ルミ、逆木圭一郎、粟根まこと、羽野アキ、高田聖子、フランキー仲村、インディー高橋、佐藤マコ、出来知子、サコ、河野まさと、陣内かおり、村木よし子、入船ヒロ子、猪上秀徳 |
| 1989年10月                   | スサノオー神の剣の物語                                                                                       | 古田新太、竹田団吾、枯暮修、逆木圭一郎、粟根まこと、鳳ルミ、羽野アキ、高田聖子、インディ高橋、フランキー仲村、佐藤マコ、出来ともこ、サコ、河野まさと、仲町ゆうこ、陣内かおり、村木よしこ、筒井みほ、橋本じゅん、橋本さとし、右近健一、下村トモコ、多田納学、猪上秀徳 |
| 1990年03月                   | ボッキー・ホラー・ショー 〜HOUSE OF THE FOOLIN'                                                              | 古田新太、竹田団吾、枯暮修、逆木圭一郎、粟根まこと、インディ高橋、フランキー仲村、羽野アキ、高田聖子、村木よし子、陣内かおり、出来とも子、仲町ゆうこ、鳳ルミ、河野まさと、橋本じゅん、橋本さとし、猪上秀徳 |
| 1990年04月                   | 宇宙防衛軍ヒデマロV〜完結篇〜                                                                                | 古田新太、竹田団吾、枯暮修、逆木圭一郎、粟根まこと、橋本じゅん、インディ高橋、フランキー仲村、羽野アキ、高田聖子、村木よし子、陣内かおり、出来とも子、仲町ゆうこ、右近健一、河野まさと、サコ、多田納学、猪上秀徳、、池田成志（特別ゲスト）、六角精児（友情出演、東京公演のみ） |
| 1990年11月                   | 髑髏城の七人（初演）                                                                                         | 古田新太、竹田団吾、枯暮修、逆木圭一郎、鳳ルミ、粟根まこと、インディ高橋、フランキー仲村、羽野アキ、高田聖子、村木よしこ、陣内かおり、出来とも子、仲町ゆうこ、下村トモコ、庄野ゆかり、筒井みほ、右近健一、橋本潤、橋本さとし、河野まさと、サコ、礒野慎悟、乾肇、石田アキラ、前田昌代、山本カナコ、神谷桂子、猪上秀徳 |
| 1991年 4月                   | アトミック番外地                                                                                             | 古田新太、竹田団吾、枯暮修、逆木圭一郎、鳳ルミ、粟根まこと、橋本じゅん、橋本さとし、羽野アキ、高田聖子、村木よしこ、インディ高橋、フランキー仲村、陣内かおり、下村トモコ、出来とも子、仲町ゆうこ、庄野ゆかり、右近健一、河野まさと、サコ、礒野慎吾、乾肇、石田アキラ、筒井みほ、山本カナコ、前田昌代、神谷桂子、猪上秀徳、ゲスト:吉良浩一 |
| 1991年8月                    | 仮名絵本西遊記                                                                                               | 古田新太、竹田団吾、枯暮修、逆木圭一郎、鳳ルミ、粟根まこと、橋本じゅん、橋本さとし、羽野アキ、高田聖子、村木よしこ、インディ高橋、フランキー仲村、陣内かおり、下村トモコ、出来ともこ、仲町ゆうこ、庄野ゆかり、右近健一、河野まさと、サコ、礒野慎吾、乾肇、石田アキラ、筒井みほ、山本カナコ、前田昌代、神谷桂子、猪上秀徳、客演:渡辺いっけい |
| 1992年2月                    | カチカチ山                                                                                                   | 橋本じゅん、山本カナコ |
| 1992年4月                    | 銀河一発伝説 ゴローにおまかせ                                                                                | 古田新太、竹田団吾、高田聖子、枯暮修、逆木圭一郎、粟根まこと、橋本じゅん、橋本さとし、村木よしこ、インディー高橋、フランキー仲村、陣内かおり、下村トモコ、出来ともこ、庄野ゆかり、右近健一、河野まさと、サコ、礒野慎吾、乾肇、石田アキラ、山本カナコ、前田昌代、神谷桂子、筒井みほ、猪上秀徳、吉田メタル |
| 1992年12月                   | 劇団☆新感線一座興行                                                                                          | 古田新太、高田聖子、羽野アキ、竹田団吾、枯暮修、逆木圭一郎、粟根まこと、橋本じゅん、橋本さとし、村木よしこ、インディ高橋、フランキー仲村、陣内かおり、下村トモコ、出来とも子、庄野ゆかり、右近健一、河野まさと、サコ、乾肇、石田アキラ、筒井みほ、山本カナコ、前田昌代、吉田メタル、木内もしや、猪上秀徳、客演:利根川祐子 |
| 1993年03月                   | TIMESLIP 黄金丸                                                                                              | 永作博美（ribbon）、松野有里巳（ribbon）、佐藤愛子（ribbon）竹田団吾、逆木圭一郎、粟根まこと、橋本じゅん、橋本さとし、右近健一、河野まさと、フランキー仲村、インディ高橋 |
| 1993年7月                    | 地獄の軍団 ゴローにおまかせ2                                                                                 | 古田新太、高田聖子、竹田団吾、枯暮修、逆木圭一郎、粟根まこと、橋本じゅん、橋本さとし、村木よしこ、インディ高橋、フランキー仲村、陣内かおり、下村トモコ、庄野ゆかり、右近健一、河野まさと、サコ、礒野慎吾、山本カナコ、前田まさよ、吉田メタル、木内もしや、猪上秀徳 |
| 1993年8月                    | メタルオペラ・オロチロックショー                                                                             | 劇団☆新感線、おかげ様ブラザーズ |
| 1993年12月                   | オロチロックショーライブハウスだよ!!全員集合                                                                 | 劇団☆新感線、おかげ様ブラザーズ |
| 1994年3月                    | スサノオ〜武流転生                                                                                           | - Aプロ:古田新太、高田聖子、橋本さとし、枯暮修、逆木圭一郎、鳳ルミ、右近健一、粟根まこと、山本カナコ、インディ高橋、フランキー仲村、サコ、下村トモコ、陣内かおり、吉田メタル、猪上秀徳、、客演:鈴木聖子 - Bプロ:古田新太、高田聖子、橋本さとし、竹田団吾、逆木圭一郎、羽野アキ、右近健一、河野まさと、インディ高橋、フランキー仲村、乾肇、礒野慎吾、村木よし子、庄野ゆかり、木内黒社会、猪上秀徳、、客演:鈴木聖子 |
| 1994年6月                    | オロチロックショー“ブーメラン”                                                                               | 劇団☆新感線、おかげ様ブラザーズ |
| 1994年9月                    | 古田新太之丞東海道五十三次地獄旅〜ハヤシもあるでョ！                                                         | 古田新太、高田聖子、橋本じゅん、橋本さとし、枯暮修、逆木圭一郎、竹田団吾、羽野アキ、粟根まこと、河野まさと、インディー高橋、フランキー仲村、山本カナコ、村木よし子、陣内かおり、庄野ゆかり、サコ、乾肇、礒野慎吾、吉田メタル、猪上秀徳 |
| 1994年12月                   | The House of BOCKY HORROR ROCK’N ROLL CIRCUS                                                                 | 橋本さとし、粟根まこと、河野まさと、インディ高橋、フランキー仲村、サコ、村木よし子、陣内かおり、山本カナコ、礒野慎吾、乾肇、吉田メタル、枯暮修、竹田団吾、右近健一（東京公演のみ） |
| 1995年2月                    | 星の忍者 〜Stranger in a Strange Star                                                                        | デーモン小暮閣下、古田新太、長野里美、高田聖子、橋本じゅん、枯暮修、逆木圭一郎、竹田団吾、粟根まこと、橋本さとし、右近健一、河野まさと、インディー高橋、フランキー仲村、村木よし子、陣内かおり、山本カナコ、サコ、乾肇、礒野慎吾、吉田メタル |
| 1995年7月                    | OROCHI ROCK SHOW GTR                                                                                         | 橋本さとし、右近健一、インディ高橋、フランキー仲村、吉田メタル、ストロング金城、ブラッキー岡部、福井ビン、スマイリーつかさ |
| 1995年9月                    | ゴローにおまかせ3〜後ろから前から                                                                            | 古田新太、高田聖子、羽野アキ、枯暮修、逆木圭一郎、竹田団吾、粟根まこと、橋本さとし、右近健一、河野まさと、インディー高橋、フランキー仲村、村木よし子、山本カナコ、陣内かおり、礒野慎吾、吉田メタル |
| 1995年10月                   | OROCHI ROCK SHOW GTR                                                                                         | 橋本さとし、右近健一、インディ高橋、フランキー仲村、吉田メタル、ストロング金城、ブラッキー岡部、福井ビン、スマイリーつかさ |
| 1996年3月                    | BEAST IS RED〜野獣郎見参！                                                                                   | 古田新太、橋本さとし、高田聖子、粟根まこと、枯暮修、逆木圭一郎、右近健一、河野まさと、村木よし子、インディー高橋、フランキー仲村、山本カナコ、陣内かおり、礒野慎吾、吉田メタル、田尻茂一・川原正嗣・前田悟（アクションクラブ） |
| 1996年9月                    | オロチGTR、最後の疾り                                                                                        | 橋本さとし、右近健一、インディ高橋、フランキー仲村、吉田メタル、礒野慎吾、おかげ様ブラザーズハードロック同好会 |
| 1996年10月                   | 花の紅天狗                                                                                                   | 木野花、古田新太、高田聖子、植本潤、枯暮修、逆木圭一郎、粟根まこと、右近健一、河野まさと、村木よし子、インディ高橋、フランキー仲村、礒野慎吾、川崎悦子 |
| 1996年12月                   | PEACH！ | 杉本恵美、タイソン大屋、はだ一朗、江本敏子、吉田メタル、竹田団吾 |
| 1997年4月                    | 直撃！ドラゴンロック〜轟天                                                                                   | 橋本じゅん、橋本さとし、高田聖子、こぐれ修、逆木圭一郎、粟根まこと、右近健一、河野まさと、村木よし子、インディ高橋、フランキー仲村、礒野慎吾、山本カナコ、杉本恵美、タイソン大屋、はだ一朗、江本敏子、田尻茂一、川原正嗣、前田悟 |
| 1997年09月                   | 髑髏城の七人1997                                                                                             | 古田新太、芳本美代子、高田聖子、橋本じゅん、こぐれ修、逆木圭一郎、粟根まこと、右近健一、河野まさと、村木よし子、インディ高橋、フランキー仲村、礒野慎吾、山本カナコ、吉田メタル、杉本恵美、タイソン大屋、はだ一朗、江本敏子、中谷さとみ、田尻茂一、川原正嗣、前田悟、船橋裕司、武田浩二、大林勝 |
| 1998年3月                    | SUSANOH〜魔性の剣                                                                                            | 古田新太、天衣織女(劇団青い鳥)、橋本じゅん、明星真由美、逆木圭一郎、粟根まこと、右近健一、河野まさと、村木よし子、インディ高橋、フランキー仲村、礒野慎吾、山本カナコ、吉田メタル、杉本恵美、タイソン大屋、はだ一朗、江本敏子、田尻茂一、川原正嗣、前田悟 |
| 1998年8月                    | The Vampire Strikes Rock                                                                                     | 右近健一、池田有希子、植本潤、山内圭哉、逆木圭一郎、河野まさと、村木よし子、山本カナコ、インディ高橋、礒野慎吾、吉田メタル、杉本恵美、タイソン大屋、このまんま林、中谷さとみ、中村なる美、Yoshirow、RYU、KAZUHIDE SHIROTA、TAIJI FUJIMOTO、岡崎司 |
| 1999年1月                    | PSY U CHIC―西遊記 〜仮名絵本西遊記より〜                                                                     | 筧利夫、坂井真紀、古田新太、深沢敦、手塚とおる、池田成志、鳥居かほり、森奈みはる、中込佐知子、菅野美寿紀、橋本じゅん、こぐれ修、逆木圭一郎、粟根まこと、河野まさと、インディ高橋、礒野慎吾、川原正正嗣、前田悟、船橋裕司、武田浩二、佐治康志、大藤直樹、大林勝、関田豊枝、安地里恵、梅津裕子、松村朋子、来原美智子、栄木みどり、三井アヤ、森川次朗、八木雅、保坂エマ |
| 1999年6月                    | 直撃！ドラゴンロック2・轟天大逆転〜九龍城のマムシ                                                            | 橋本じゅん、古田新太、高田聖子、逆木圭一郎、粟根まこと、右近健一、河野まさと、インディ高橋、山本カナコ、礒野慎吾、杉本恵美、タイソン大屋、はだ一朗、このまんま林、ヒロシ、中谷さとみ、中村なる美、平川マサコ、保坂エマ、西村かの子、客演:池田成志、三宅弘城、田尻茂一、川原正嗣、前田悟 |
| 1999年8月                    | リトルセブンの冒険                                                                                           | 植本潤、河野まさと、藤谷みき、関田豊枝、石村美果、岡部厚子、川角一郎、齋藤信吾、高瀬郁子、中野順一朗、成清正紀、本郷弦、矢崎学 |
| 1999年11月                   | LOST SEVEN                                                                                                   | 橋本じゅん、羽野アキ、こぐれ修、逆木圭一郎、粟根まこと、右近健一、河野まさと、村木よし子、インディ高橋、礒野慎吾、山本カナコ、吉田メタル、杉本恵美、はだ一朗、このまんま林、ヒロシ、中谷さとみ、保坂エマ、京晋佑、小須田康人、明星真由美、川原正嗣、前田悟 |
| 2000年4月                    | 犬夜叉 | 佐藤アツヒロ、遠山景織子、馬渕英里何、京晋佑、西牟田恵、吉田朝 |
| 2000年08月                   | 阿修羅城の瞳2000                                                                                             | 市川染五郎、富田靖子、古田新太、江波杏子、加納幸和、平田満、森奈みはる、渡辺いっけい、新谷真弓 |
| 2000年10月                   | 古田新太之丞・東海道五十三次地獄旅〜踊れ！いんど屋敷                                                         | 古田新太、高田聖子、羽野アキ、こぐれ修、粟根まこと、逆木圭一郎、右近健一、河野まさと、村木よし子、インディ高橋、礒野慎吾、吉田メタル、杉本恵美、タイソン大屋、はだ一朗、このまんま林、ヒロシ、中村なる美、平川マサコ、保坂エマ、西村かの子、池田成志、深沢敦、田尻茂一、川原正嗣、前田悟、高橋ヨシロウ、MAD大内、岡崎司 |
| 2001年01月                   | 犬夜叉 | 佐藤アツヒロ、遠山景織子、馬渕英里何 |
| 2001年03月                   | 野獣郎見参                                                                                                   | 堤真一、高橋由美子、古田新太、松井誠、手塚とおる、前田美波里、大沢さやか |
| 2001年08月                   | 大江戸ロケット                                                                                               | いしだ壱成（大阪公演） / 山崎裕太（東京公演）、奥菜恵、古田新太、森奈みはる、石垣佑磨、峰岸徹、藤村俊二 |
| 2001年11月                   | 直撃！ドラゴンロック3〜轟天対エイリアン                                                                      | 橋本じゅん、高田聖子、粟根まこと、逆木圭一郎、右近健一、河野まさと、村木よし子、インディ高橋、山本カナコ、礒野慎吾、吉田メタル、杉本恵美、タイソン大屋、中谷さとみ、保坂エマ、山本貴永、三宅法仁、原田紀行、緒方由美、山下悠華、池田成志、新谷真弓、小手伸也 |
| 2002年5月                    | スサノオ〜神の剣の物語                                                                                       | 松岡昌宏、佐藤仁美、生田斗真、根岸季衣、吉田智則、粟根まこと、野村佑香 |
| 2002年08月                   | アテルイ | 市川染五郎、堤真一、水野美紀、西牟田恵、金久美子、渡辺いっけい |
| 2002年12月                   | 七芒星 | 佐藤アツヒロ、奥菜恵、古田新太 |
| 2003年2月                    | オロチロックショーオロチGTR                                                                                  | - オロチロックショー / 古田新太、橋本さとし、インディ高橋、フランキー仲村、吉田メタル、右近健一、岡崎司 - オロチGTR / 橋本さとし、右近健一、インディ高橋、フランキー仲村、吉田メタル、岡崎司 |
| 2003年04月                   | 花の紅天狗                                                                                                   | 木野花、高橋由美子、森奈みはる、川原和久、川崎悦子、池田成志 |
| 2003年08月                   | 阿修羅城の瞳2003                                                                                             | 市川染五郎、天海祐希、夏木マリ、高田聖子、橋本じゅん、小市慢太郎、近藤芳正、伊原剛志 、麻見奈央、Taki、村木仁、川原正嗣、前田悟、横山一敏、黒石えりか、山田麻衣子、和田三四郎、高橋志穂 |
| 2003年12月                   | レッツゴー！忍法帖                                                                                           | 古田新太、阿部サダヲ、馬渕英里何、入江雅人、高田聖子、橋本じゅん、粟根まこと、池田成志 |
| 2004年04月                   | 髑髏城の七人〜アカドクロ                                                                                     | 古田新太、水野美紀、佐藤仁美、坂井真紀、山本亨、梶原善 |
| 2004年10月                   | 髑髏城の七人〜アオドクロ                                                                                     | 市川染五郎、鈴木杏、池内博之、三宅弘城、高杉亘、ラサール石井、佐藤アツヒロ |
| 2004年12月                   | SHIROH | 中川晃教、上川隆也、高橋由美子、杏子、大塚ちひろ、吉野圭吾、泉見洋平、粟根まこと、秋山菜津子、高田聖子、 池田成志、江守徹 |
| 2005年03月                   | 荒神〜AraJinn〜                                                                                              | 森田剛、山口紗弥加、橋本じゅん、緒川たまき、田辺誠一 |
| 2005年09月                   | 吉原御免状                                                                                                   | 堤真一、松雪泰子、古田新太、京野ことみ、梶原善、藤村俊二 |
| 2005年11月                   | 内野聖陽 with METAL MACBETH GROUP                                                                            | 内野聖陽、岡崎司、高井寿、松田信男、前田JIMMY久史、川口卓也 |
| 2006年05月                   | メタル マクベス                                                                                              | 内野聖陽、松たか子、森山未來、北村有起哉、冠徹弥、上條恒彦 |
| 2006年7月                    | LIVE！ METAL MACBETH                                                                                         | 内野聖陽、冠徹弥、岡崎司、高井寿、前田JIMMY久史、岡部亘、松田信男、松崎雄一 |
| 2006年09月                   | Cat in the Red Boots                                                                                         | 生田斗真、松本まりか、すほうれいこ、粟根まこと、市川しんぺー、梶原善 |
| 2007年01月                   | 朧の森に棲む鬼                                                                                               | 市川染五郎、阿部サダヲ、秋山菜津子、真木よう子、田山涼成、古田新太 |
| 2007年07月                   | 犬顔家の一族の陰謀〜金田真一耕助之介の事件です。ノート                                                       | 古田新太、宮藤官九郎、勝地涼、小松和重、池田成志、木野花 |
| 2008年01月                   | IZO | 森田剛、戸田恵梨香、田辺誠一、千葉哲也、粟根まこと、池田鉄洋、山内圭哉、木場勝己、西岡德馬 |
| 2008年07月                   | 五右衛門ロック                                                                                               | 古田新太、松雪泰子、森山未來、江口洋介、川平慈英、濱田マリ、北大路欣也 |
| 2009年03月                   | 蜉蝣峠 | 古田新太、堤真一、高岡早紀、勝地涼、木村了、梶原善 |
| 2009年09月                   | 蛮幽鬼 | 上川隆也、稲森いずみ、早乙女太一、山内圭哉、山本亨、堺雅人 |
| 2010年03月                   | 薔薇とサムライ〜GoemonRock OverDrive                                                                         | 古田新太、天海祐希、浦井健治、山本太郎、神田沙也加、森奈みはる、冠徹弥、教祖イコマノリユキ、藤木孝 |
| 2010年10月                   | 鋼鉄番長 | 橋本じゅん（10月18日まで） / 三宅弘城（10月30日 - 12月まで）、坂井真紀、池田成志（10月18日まで）、田辺誠一、古田新太 |
| 2011年04月                   | 港町純情オセロ                                                                                               | 橋本じゅん、石原さとみ、大東俊介、粟根まこと、松本まりか、伊礼彼方、田中哲司 |
| 2011年08月                   | 髑髏城の七人                                                                                                 | 小栗旬、森山未來、早乙女太一、小池栄子、勝地涼、仲里依紗、千葉哲也 |
| 2012年04月                   | シレンとラギ                                                                                                 | 藤原竜也、永作博美、高橋克実、三宅弘城、北村有起哉、石橋杏奈、古田新太 |
| 2012年12月                   | ZIPANG PUNK〜五右衛門ロックIII                                                                               | 古田新太、三浦春馬、蒼井優、浦井健治、高橋由美子、村井國夫、麿赤兒 |
| 2014年03月                   | 蒼の乱 | 天海祐希、松山ケンイチ、早乙女太一、梶原善、森奈みはる、粟根まこと、高田聖子、平幹二朗 |
| 2014年7月                    | ラストフラワーズ                                                                                             | 古田新太、阿部サダヲ、小池栄子、橋本じゅん、宮藤官九郎、高田聖子、皆川猿時、粟根まこと、村杉蝉之介、河野まさと、荒川良々、山本カナコ、平岩紙、保坂エマ、星野源、村木仁、松尾スズキ、〈映像出演〉蒼井優、中井美穂、木村匡也 |
| 2015年05月                   | 五右衛門vs轟天                                                                                               | 古田新太、橋本じゅん、松雪泰子、池田成志、賀来賢人、高田聖子、粟根まこと |
| 2016年03月                   | 乱鶯 | 古田新太、稲森いずみ、大東駿介、清水くるみ、橋本じゅん、高田聖子、粟根まこと、山本 亨、大谷亮介 |
| 2016年08月                   | Vamp Bamboo Burn〜ヴァン！ バン！ バーン！〜                                                                 | 生田斗真、小池栄子、中村倫也、神山智洋、橋本じゅん、高田聖子、粟根まこと、篠井英介 |
| 2017年03月                   | 髑髏城の七人 Season花                                                                                        | 小栗旬、山本耕史、成河、りょう、青木崇高、清野菜名、河野まさと、近藤芳正、古田新太 |
| 2017年06月                   | 髑髏城の七人 Season鳥                                                                                        | 阿部サダヲ、森山未來、早乙女太一、松雪泰子、粟根まこと、福田転球、少路勇介、清水葉月、梶原善、池田成志 |
| 2017年09月                   | 髑髏城の七人 Season風                                                                                        | 松山ケンイチ、向井理、田中麗奈、橋本じゅん、山内圭哉、岸井ゆきの、生瀬勝久 |
| 2017年11月                   | 髑髏城の七人 Season 月〈上弦の月〉                                                                           | 福士蒼汰、早乙女太一、三浦翔平、須賀健太、平間壮一、高田聖子、渡辺いっけい |
| 2017年11月                   | 髑髏城の七人 Season月〈下弦の月〉                                                                            | 宮野真守、鈴木拡樹、廣瀬智紀、木村了、松岡広大、羽野晶紀、千葉哲也 |
| 2018年03月                   | 修羅天魔〜髑髏城の七人 Season極                                                                              | 天海祐希、福士誠治、竜星涼、清水くるみ、三宅弘城、山本亨、梶原善、古田新太 |
| 2018年07月                   | メタルマクベス disc1                                                                                         | 橋本さとし、濱田めぐみ、松下優也、山口馬木也、猫背椿、粟根まこと、植本純米、橋本じゅん、西岡德馬 |
| 2018年09月                   | メタルマクベス disc2                                                                                         | 尾上松也、大原櫻子、原嘉孝、浅利陽介、高田聖子、河野まさと、村木よし子、岡本健一、木場勝己 |
| 2018年11月                   | メタルマクベス disc3                                                                                         | 浦井健治、長澤まさみ、高杉真宙、柳下大、峯村リエ、粟根まこと、右近健一、橋本じゅん、ラサール石井 |
| 2019年03月 - 2020年04月      | 2019年劇団☆新感線39興行・春公演いのうえ歌舞伎『偽義経冥界歌』                                                | 生田斗真、りょう、中山優馬、藤原さくら、粟根まこと、山内圭哉、早乙女友貴、橋本じゅん（大阪・金沢・松本） / 三宅弘城（東京・福岡）、橋本さとし |
| 2019年07月 - 2019年10月      | 2019年劇団☆新感線39興行・夏秋公演いのうえ歌舞伎『けむりの軍団』                                              | 古田新太、早乙女太一、清野菜名、須賀健太、高田聖子、粟根まこと、池田成志 |
| 2021年02月 - 2021年04月      | 劇団☆新感線41周年春興行 Yellow⚡新感線『月影花之丞大逆転』                                                   | 古田新太、阿部サダヲ、浜中文一、西野七瀬、河野まさと、村木よし子、山本カナコ、中谷さとみ、保坂エマ、村木仁、木野花 |
| 2021年9月 - 2021年11月       | 2021年劇団☆新感線 41周年興行 秋公演 いのうえ歌舞伎『狐晴明九尾狩』                                           | 中村倫也、吉岡里帆、浅利陽介、竜星涼、早乙女友貴、千葉哲也、高田聖子、粟根まこと、向井理 |
| 2022年3月 - 2022年5月        | 2022年 劇団☆新感線42周年興行春公演 いのうえ歌舞伎『神州無頼街』                                              | 福士蒼汰、宮野真守、松雪泰子、髙嶋政宏、粟根まこと、木村了、清水葉月 |
| 2022年9月 - 12月             | 2022年劇団☆新感線42周年興行・秋公演 SHINKANSEN☆RX『薔薇とサムライ2―海賊女王の帰還―』                         | 古田新太、天海祐希、石田ニコル、神尾楓珠、高田聖子、粟根まこと、森奈みはる、早乙女友貴、西垣匠、生瀬勝久 |
| 2023年3月- 5月               | 2023年劇団☆新感線43周年興行・春公演 Shinkansen faces Shakespeare『ミナト町純情オセロ〜月がとっても慕情篇〜』 | 三宅健、松井玲奈、粟根まこと、寺西拓人、高田聖子 |
| 2023年9月 - 10月             | 2023年 劇団☆新感線43周年興行・秋公演 いのうえ歌舞伎『天號星』                                                | 古田新太、早乙女太一、早乙女友貴、久保史緒里、高田聖子、粟根まこと、山本千尋、池田成志 |
| 2024年7月 - 10月             | 2024年劇団☆新感線44周年興行・夏秋公演『バサラオ』                                                            | 生田斗真、中村倫也、西野七瀬、粟根まこと、りょう、古田新太 |
| 2025年5月 - 7月              | 2025年劇団☆新感線45周年興行・初夏公演 いのうえ歌舞伎【譚】Retrospective 『紅鬼物語』                         | 柚香光、早乙女友貴、喜矢武豊、一ノ瀬颯、樋口日奈、粟根まこと、千葉哲也、鈴木拡樹 |
| 2025年9月 - 12月（上演予定） | 2025年劇団☆新感線45周年興行・秋冬公演 チャンピオンまつり いのうえ歌舞伎 『爆烈忠臣蔵～桜吹雪 THUNDERSTRUCK』 | 古田新太、橋本じゅん、高田聖子、粟根まこと、羽野晶紀、橋本さとし、小池栄子、早乙女太一、向井理 |

## ゲキ×シネ
『ゲキ×シネ』は劇団☆新感線の舞台公演をデジタル録画・編集して作成され映画館で上映される映像作品。対象となる公演は、ゲキ×シネ撮影を前提として制作され、以下の作品が上映されている。
- ゲキ×シネ 髑髏城の七人〜アカドクロ
- ゲキ×シネ 髑髏城の七人〜アオドクロ
- ゲキ×シネ SHIROH
- ゲキ×シネ メタルマクベス
- ゲキ×シネ 朧の森に棲む鬼
- ゲキ×シネ 五右衛門ロック
- ゲキ×シネ 蜉蝣峠
- ゲキ×シネ 蛮幽鬼
- ゲキ×シネ 薔薇とサムライ〜GoemonRock OverDrive
- ゲキ×シネ 髑髏城の七人2011
- ゲキ×シネ シレンとラギ
- ゲキ×シネ ZIPANG PUNK〜五右衛門ロックIII
- ゲキ×シネ 阿修羅城の瞳2003
- ゲキ×シネ 蒼の乱[16][17]
- ゲキ×シネ 乱鶯（みだれうぐいす）
- ゲキ×シネ 髑髏城の七人 Season花
- ゲキ×シネ 髑髏城の七人 Season鳥
- ゲキ×シネ 髑髏城の七人 Season風
- ゲキ×シネ 髑髏城の七人 Season月《上弦の月》
- ゲキ×シネ 髑髏城の七人 Season月《下弦の月》
- ゲキ×シネ 修羅天魔 〜髑髏城の七人 Season極
- ゲキ×シネ けむりの軍団
- ゲキ×シネ 偽義経冥界歌
- ゲキ×シネ 狐清明九尾狩
- ゲキ×シネ 神州無頼街
- ゲキ×シネ 薔薇とサムライ2－海賊女王の帰還
- ゲキ×シネ 天號星

## エピソード
- 『大江戸ロケット』大阪公演（2001年8月7日 - 8月26日、全24回、大阪松竹座）にて、座長のいしだ壱成が大麻取締法違反により逮捕、21日からの公演は中止となった[18]。急遽、代役として山崎裕太が起用され、東京公演（2001年9月5日 - 9月24日、全23回、青山劇場）より出演。山崎は同年度のゴールデン・アロー賞演劇新人部門を受賞した[19]。
- 2017年、東京・豊洲のIHIステージアラウンド東京にて、いのうえ歌舞伎『髑髏城の七人』を1年3か月間のロングラン公演を開催している[20]。杮落し公演でもあり、「花」「鳥」「風」「月」の4シーズンに分け、脚本、演出、キャストを変えた「髑髏城の七人」を上演する。